# 船津胎内樹型

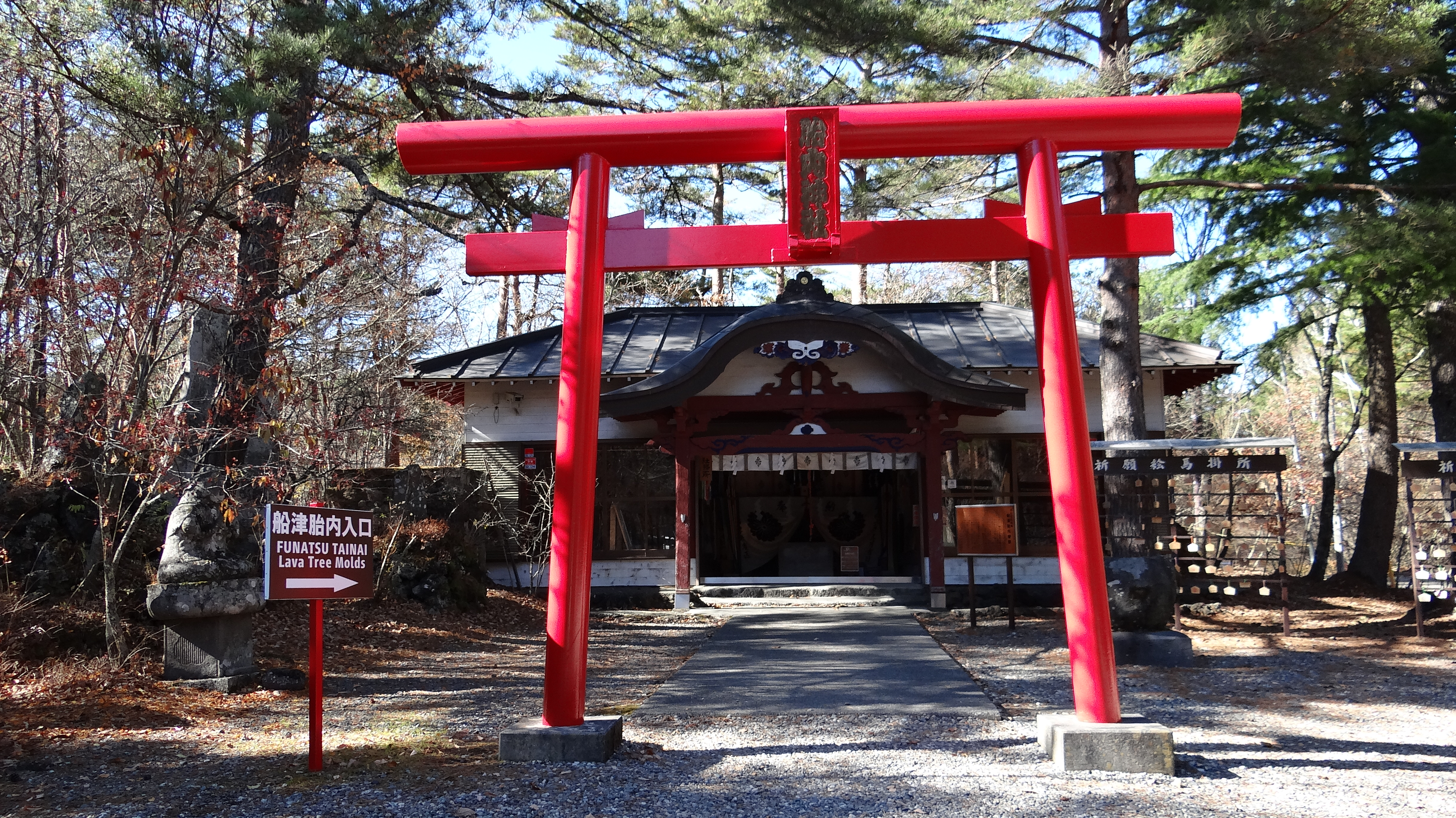
船津胎内神社

船津胎内樹型（ふなつたいないじゅけい）は、山梨県南都留郡富士河口湖町にある溶岩樹形である。国の天然記念物に指定されている。世界遺産の富士山-信仰の対象と芸術の源泉に含まれる。総延長20m。船津胎内は一般公開されており、胎内巡りをすることができる。胎内には富士山の祭神である木花開耶姫が祀られている。